# Ousmane Fernández
Ousmane Fernández (ur. 4 lutego 1969) – piłkarz gwinejski grający na pozycji obrońcy.

## Kariera klubowa
W swojej karierze piłkarskiej Fernández grał w klubie ASFAG.

## Kariera reprezentacyjna
W reprezentacji Gwinei Fernández zadebiutował w 1988 roku. W 1994 roku był w kadrze na Puchar Narodów Afryki 1994, na którym nie wystąpił ani razu. W 1998 roku został powołany do kadry Gwinei na Puchar Narodów Afryki 1998. Nie zagrał w nim w żadnym meczu.